# Libik András
Libik András (André Libik) (Budapest, 1932. február 25. –) magyar származású francia filmrendező, filmproducer, forgatókönyvíró, "terrorszakértő".

## Életpályája
1947-ben édesapja Svájcba küldte egy internátusba. 1950-ben jött vissza Magyarországra. 1950–1952 között a Műszaki Egyetem hallgatója volt. 1953-ben felvették a Színház- és Filmművészeti Főiskolára, Ranódy László rendezői osztályában; itt Gaál István, Novák Márk, G. Szabó Lőrinc, Bácskai Lauró István évfolyamtársa lett. Egy politikai botrány miatt fél év után eltávolították a főiskoláról. 1952–1956 között Jean Anouilh, Georges Sadoul és Balázs Béla műveit fordította magyarra. 1956-ban Bécsbe "disszidált", majd megszervezte felesége és kislánya átszöktetését is. Ezután Párizsba utazott, ahol alkalmi munkákból tartotta el a családját. Házassága megromlott, elvált feleségétől. 1958-ban, a szintén emigráns Badal János operatőrrel, elkészítette az Un Homme dans l'Inhumanité (Ember az embertelenségben) című rövidfilmet. 1960-ban a Nigériai Információs Minisztérium filmosztályának vezetője lett 1962-ig. Ezután Nyugat-Berlinben telepedett le, és pár év alatt a vezető nyugat-német dokumentumfilm rendezők közé ért fel. 1962–1972 között számos tévéfilmet írt, rendezett és készített a német, francia és amerikai televízió számára. 1972-ben megkapta a nyugat-németországi állampolgárságot. 1972–1992 között számos filmet írt, rendezett és/vagy gyártott a német televízió számára. 1992-ben hazajött, ismét magyar állampolgár lett; Nagykovácsiban telepedett le. 1997–2000 között az Egyesült Nemzetek Európai Gazdasági Bizottságának budapesti regionális központjának nemzetközi ügyekért felelős igazgatója volt. 1999–2001 között több nagy német televíziós produkció producere volt. 2002–2006 között a Közép- és Kelet-európai Környezetfejlesztési Intézet nemzetközi ügyekért felelős igazgatója volt. 2007-ben a Széchenyi Tudományos Társaság nemzetközi ügyekért felelős igazgatója lett, 2008–2010 között főtitkára volt.

## Családja
Szülei: Libik Albert (?-1963) gépészmérnök, feltaláló és Berger Hajnalka (?-1944) voltak. Libik György (1919–1995) síelő, gépészmérnök, antifasiszta ellenálló testvére.

## Filmjei
- Hungária Kávéház (1976)
- Viadukt (1983)
- Titanic - avagy egy katasztrófa utójátéka (1984)
- A néger (1986)
- A nagy titok (1989)
- Kalózjárat (2000)

## Díjai
- Ezüst Medve-díj (1962) The Ancestors
- Európai Érdemrend (1994)
- a Máltai Lovagrend Jeruzsálemi Szent János Lovagrendjének lovagja (1996)
- Arany Pillangó-díj (1996)[3]